# Lenuc Hun
Lenuc Hun (Lenuk Hun, fälschlich Lunukhun, früher Leunfun) ist eine Aldeia des Sucos Camea (Verwaltungsamt Cristo Rei, Gemeinde Dili). 2015 zählte die Aldeia 627 Einwohner.

## Lage und Einrichtungen
Lenuc Hun liegt im Hügelland, östlich des Stadtzentrums Dilis, im äußersten Norden von Camea. Südlich liegt die Aldeia Ailoc Laran und südöstlich die Aldeia Ailele Hun. Im Westen grenzt Lenuc Hun an den Suco Bidau Santana und im Norden an den Suco Meti Aut. Im Nordwesten der Aldeia befindet sich das Dorf Lenuc Hun.
In der Siedlung steht die Kapelle Cristo Nai Liurai Camea.
Nordöstlich von Lenuc Hun befindet sich das Bergmassiv des Cacusa, das seit jeher als heilig gilt. Früher ein Zeremonienort der Mambai ist er seit 2023 ein römisch-katholischer Pilgerort. Traditionell gehört das Bergmassiv den Einwohnern von Lenuc Hun.